# Filoteo Zassi
Filoteo Pietro Zassi OSBM (* 20. Januar 1654 in Mezzojuso bei Palermo; † 26. Juli 1726 in Rom) war Erzbischof und Apostolischer Vikar von Durrës (Durazzo).

## Leben
Filoteo Pietro Zassi, Sohn des Filippo und der Agnese Zassi, entstammte der albanischen Minderheit der Arbëresh. Mit fünfzehn Jahren trat er in den griechisch-katholischen Orden der Basilianer ein. Das Ordensgelübde legte er im November 1668 ab. 1693 verließ er das (seit 1664 Basilianer-) Kloster von Mezzojuso und ging mit Nilo Catalano (1647–1694) als katholischer Missionar nach Himara in Albanien. Zum dortigen Apostolischen Vikar wurde Zassi am 30. Mai 1696 ernannt. Seine Bischofsweihe für das Erzbistum Durrës (Durazzo) erfolgte im Jahre 1700 in Rom. 1715 verließ er, nach langjährigen Auseinandersetzungen mit dem orthodoxen Bischof der Region, Himara und ließ sich in Rom nieder. Dort wirkte er als byzantinischer Weihbischof an der Kirche St. Athanasius des Päpstlichen Griechischen Kollegs.
Nach insgesamt sechsundzwanzig Jahren im Bischofsamt verstarb Filoteo Pietro Zassi im Alter von zweiundsiebzig Jahren am 26. Juli 1726 in Rom. Sein Grab befindet sich in der Kirche St. Athanasius.

## Werke
- Relazione sopra a Missione di Cimarra nell’Epiro fatta dal P. Zassi dell’Ordine di S.B.M. Vicario Apostolico di detta Provincia, eletto Arc. di Durazzo dall’anno 1694 sino all’anno 1699 (Manuscript).